# Mnemosyne fasciata
Mnemosyne fasciata är en insektsart som beskrevs av Van Stalle 1987. Mnemosyne fasciata ingår i släktet Mnemosyne och familjen kilstritar.
Artens utbredningsområde är Kuba. Inga underarter finns listade i Catalogue of Life.